# Nacionalni park Paklenica
Nacionalni park Paklenica je po proglašenju drugi nacionalni park u Hrvatskoj, proglašen još 19. listopada 1949. godine, tek nekoliko mjeseci nakon NP Plitvička jezera. Paklenica je prvi put bila proglašena nacionalnim parkom još 1929. godine, ali zakonom kojeg je trebalo revidirati svake godine, što se nije činilo.
Dana 7. srpnja 2017. godine NP Paklenica je, uz NP Sjeverni Velebit i Rezervat prirode Hajdučki i Rožanski kukovi, upisan na UNESCO-ov popis mjesta svjetske baštine u Europi kao dio zajedničke svjetske baštine 18 zemalja pod nazivom „Bukove prašume u Karpatima i drugim područjima Europe”. Riječ je o 2031 ha šume na lokacijama Suva draga – Klimenta i Oglavinovac – Javornik u Nacionalnom parku Paklenica. Iznimnost predloženih iskonskih bukovih šuma u nacionalnim parkovima Sjeverni Velebit i Paklenica temelji se na njihovoj izvornosti, geografskom položaju, starosti i veličini.

## O parku

### Biljni i životinjski svijet
Temeljni fenomeni NP Paklenica su šume i geomorfološke osobitosti parka. U gotovo nešumskom južnom dijelu Velebita u Paklenici se javlja izrazito bogatstvo šumskih zajednica, a posebno mjesto zauzimaju šume crnog bora (Pinus nigra) po čijoj je smoli (paklini) koja se iz njih u prošlosti vadila Paklenica i dobila ime, te bukve (Fagus sylvatica) i bora krivulja. Paklenica posjeduje najveći sačuvani šumski kompleks u Dalmaciji od oko 2000 ha. Oko 55% parka je prekriveno vegetacijom, dok je oko 45% goli krški reljef. Vegetacija se uglavnom sastoji od šuma bukve (52 %), crnog bora (20 %), njihovih miješanih šuma (8 %), te šuma u kojima se nalaze drveća kao što su: hrast medunac (Quercus pubescens), bijeli grab (Carpinus orientalis) i crni grab (Ostrya carpinifolia) (9 %). Gornju granicu šuma obilježava planinski bor (Pinus mugo) koji čini oko 4 %, dok livade i pašnjaci pokrivaju oko 7 %. Stanište je endemske biljčice hrvatskog naziva pjeskarica (Arenaria orbicularis) i drugih biljnih i životinjskih rariteta, prepun krških oblika.

### Geomorfologija
Od geomorfoloških osobina najzanimljiviji, a ujedno i najimpresivniji su kanjoni Male i Velike Paklenice koji se usjecaju duboko u utrobu Velebita. Paklenicu godišnje posjeti preko 100.000 posjetitelja, a najvjerniji posjetitelji su penjači koje se od proljeća do jeseni može vidjeti na stijenama Paklenice, posebice na najvećoj hrvatskoj stijeni Anića kuku (712 m).
NP Paklenica zauzima površinu od 95 km2. Najviši su vrhovi Vaganski vrh (1757 m) i Sveto brdo (1753 m).
U nacionalnom parku postoji i nekoliko špilja i jama od kojih su najpoznatije i najveće špilja Manita peć iznad kanjona Velike Paklenice i Jama Vodarica između kanjona Velike i Male Paklenice.

## Galerija
- Stijenjak modrokos.
- Sveto brdo na Velebitu.
- Mala Paklenica.
- Veliki kuk.
- Anića kuk.
- Vodenice u parku.
- Izvor u parku.
- Potok u parku.
- Manita peć.

## Poveznice
- Hrvatski nacionalni parkovi i parkovi prirode

## Vanjske poveznice
- Službena web stranica NP Paklenica